# Mario Venzo
Mario Venzo (Rossano Veneto, 14 febbraio 1900 – Gallarate, 1º settembre 1989) è stato un gesuita e pittore italiano.

## Biografia
Figlio di Alfonso Venzo (proprietario di una filanda di seta) e Teresa Sartori, resta a Rossano Veneto (VI) fino al 1920. Nel 1920 Mario si trasferisce a Venezia, per frequentare i corsi della Scuola Libera di Pittura presso l'Accademia di Belle Arti.
Nel 1925 arriva a Parigi per respirare l'atmosfera di grande fermento artistico della capitale francese. Nei primi anni vive da bohemien a Montparnasse, conosce la fatica e la povertà e frequenta alcuni pittori italiani come Tozzi, De Pisis, Garry Moro, con i quali allestisce alcune mostre collettive.
Nel 1930 inizia ad essere apprezzato e allestisce alcune mostre personali (alla galleria Adam, alla galleria Carmine ed al Salon des Artists Indipendendants). Apre uno studio nei pressi della Bastiglia, in Boulevard Beau Marché.
Ogni estate torna a Rossano Veneto per ritrovare amici e parenti, nonché per continuare gli studi presso l'Accademia.
Nel luglio 1937 un sacerdote scalabriniano lo incontra nel suo studio a Parigi e gli porta una lettera dei suoi famigliari. Inizia a frequentare la Missione Italiana e l'Opera di San Vincenzo de' Paoli.

### Gli anni della crisi
Nel 1940 torna in Italia, la vocazione religiosa lo induce a entrare nella Compagnia di Gesù. Trascorre gli anni del Noviziato a Lonigo, in provincia di Vicenza, per diventare “Fratello coadiutore” (gennaio 1941).
Gli viene attribuito il compito di copiare con fedeltà vecchie immagini religiose, senza margini di creazione. Preferisce deporre colori e pennelli e svolgere le mansioni più umili, tra le quali quelle di aiuto-refettoriere. 
A seguito di una grave crisi (1945), gli viene consigliato e permesso di riprendere a dipingere.
Dal 1948 ricomincia a partecipare alla vita artistica, espone in Italia, Francia, Germania, Svizzera, Principato di Monaco.
Nel 1951 emette gli ultimi voti come coadiutore temporale (fratello).
Nel 1954 riscuote grande successo una sua personale al Museo Nazionale d'Arte di Rio de Janeiro. Il viaggio in Brasile, imprime una svolta alla sua pittura.
Con l'aiuto di Padre Gian Vittorio Cappelletto organizza numerose personali ed espone, tra l'altro, a Vicenza, Torino, Trieste, Treviso, Gorizia, Brescia, Milano, Trento, Berna, Zurigo, Bolzano e Genova.

### L'arrivo all'Aloisianum
Nel 1962 lascia Lonigo e viene trasferito a Gallarate, presso l'Aloisianum, dove trova un ambiente più adatto alla sua ispirazione artistica.
Nel 1975 effettua il suo primo viaggio in Colombia, dove tornerà per diversi anni, anche al fine di curare i dolori al trigemino.
Nel 1976 espone a New York.
Nel 1986 viene allestita una Personale alla Galleria della Biblioteca del Leone XIII a Milano e nel 1987 a Villa Contarini di Piazzola sul Brenta.
Muore il giorno 1º settembre 1989 a Gallarate, presso l'Aloisianum, ormai autore di oltre 2000 tele, di cui 200 a soggetto religioso.

## Premi
Vince il primo premio alla Mostra Cattolici Italiani (1958), alla Mostra Nazionale di Milano e alla Mostra Nazionale di Zurigo (1965), è primo premio e Targa d'oro a Monaco di Baviera (1968).

## Mostre
2008 27 settembre-12 ottobre
- Villa Oliva (Cassano Magnago): antologica di 57 olii di vari soggetti, provenienti per lo più da collezioni locali, che ricoprono gli anni 1956-1989.